# Michaił Biełobragin
Michaił Jurjewicz Biełobragin, ros. Михаил Юрьевич Белобрагин (ur. 16 lutego 1974 w Lipiecku) – rosyjski hokeista, trener.

## Kariera
- CSKA Moskwa (1992–1994)
  -  Russian Penguins (1993–1994, w IHL)
- Chimik Woskriesiensk (1994–1999)
- Nieftiechimik Niżniekamsk (1999–2000)
- SKH Sanok (1999–2000)
- Torpedo Niżny Nowogród (2000–2001)
- CSKA Moskwa (2001–2002)
- Nieftianik Almietjewsk (2002–2006)
- HK Dmitrow (2006–2007)
- Nieftianik Almietjewsk (2006–2007)
- Sputnik Niżny Tagił (2007–2008)
- Kristałł Saratów (2007–2008)
- Sputnik Niżny Tagił (2008–2009)
- HK Lipieck (2009–2011)

W sezonie 1999/2000 grał w polskim zespole SKH Sanok (wraz z nim występował wówczas jego rodacy Andriej Dołgow i Wadim Popow).
Karierę zakończył w macierzystym klubie HK Lipieck. Od lipca 2013 jest pomocnikiem trenera Władisława Jakowienko, w juniorskim zespole tego klubu, MHK Elta.